# Góry Pelorytańskie

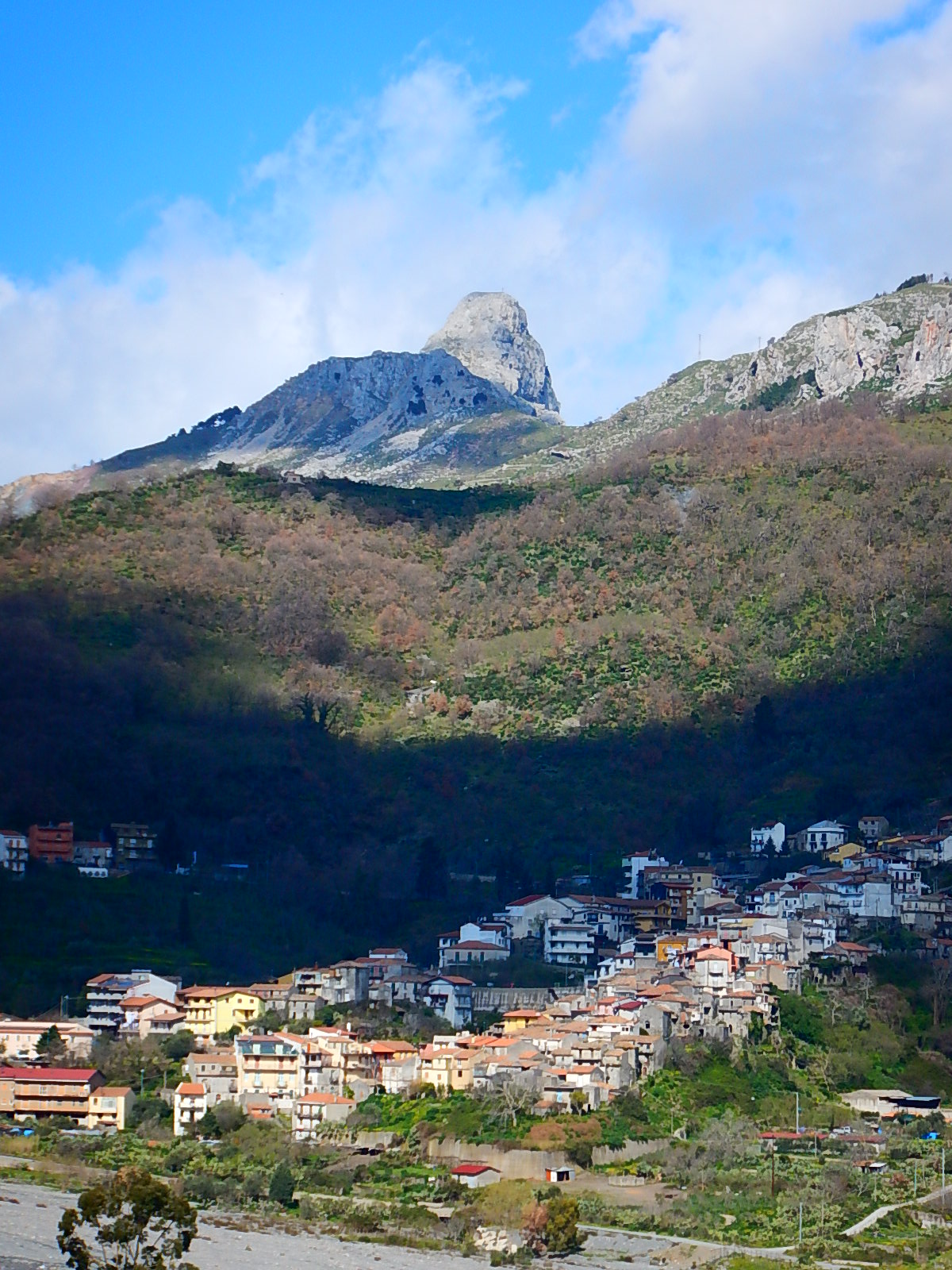
Mocowanie Rocca Salvatesta powyżej Fondachelli Fantina

Góry Pelorytańskie (wł.: Monti Peloritani) – masyw górski w północno-wschodniej części Sycylii (Włochy), stanowiący strukturalne przedłużenie Apeninów Południowych. Najwyższy szczyt, Montagna Grande, wznosi się na wysokość 1374 m n.p.m. Masyw zbudowany jest głównie z gnejsów i łupków krystalicznych. Zbocza są strome i głęboko rozcięte dolinami rzek, porośnięte makią. Region aktywny sejsmicznie.